# 逃離 (歐若拉歌曲)
〈逃離〉是挪威女性創作歌手歐若拉的單曲，於2015年2月16日發行。該單曲由迪卡唱片、Glassnote唱片和Petroleum唱片發行，後收錄於2015年迷你專輯《與狼奔跑》、2016年錄音室專輯《魔鬼摯友》，為兩張專輯的第一首歌曲。該曲是節奏緩慢的電子民謠、合成器流行、電子音樂和電子流行歌曲，且受北歐民間音樂影響，歌詞講述了逃避現實和意識到回家的重要性。
該曲受到大多數音樂評論家的正面評價，讚揚了音樂風格和歌詞。該曲於2021年在影片分享平台TikTok爆紅，並登上各地排行榜單。該曲在挪威單曲榜單排名第14，打破了歐若拉先前於該榜單的紀錄。儘管該曲並未進入美國《告示牌》Hot 100榜單，但於Bubbling Under Hot 100榜單奪冠。該曲也於英國、法國、德國、愛爾蘭等地榜上有名。
〈逃離〉於多國的音樂協會獲頒金唱片和白金唱片認證。該曲的音樂錄影帶由肯尼·麥克拉肯執導，於2015年2月26日發行，展示了歐若拉於歌唱時走遍家鄉卑爾根各地的風景。該曲於2021年被收錄於迷你專輯《For the Humans Who Take Long Walks in the Forest》，以紀念該曲發行六週年。

## 背景與錄製

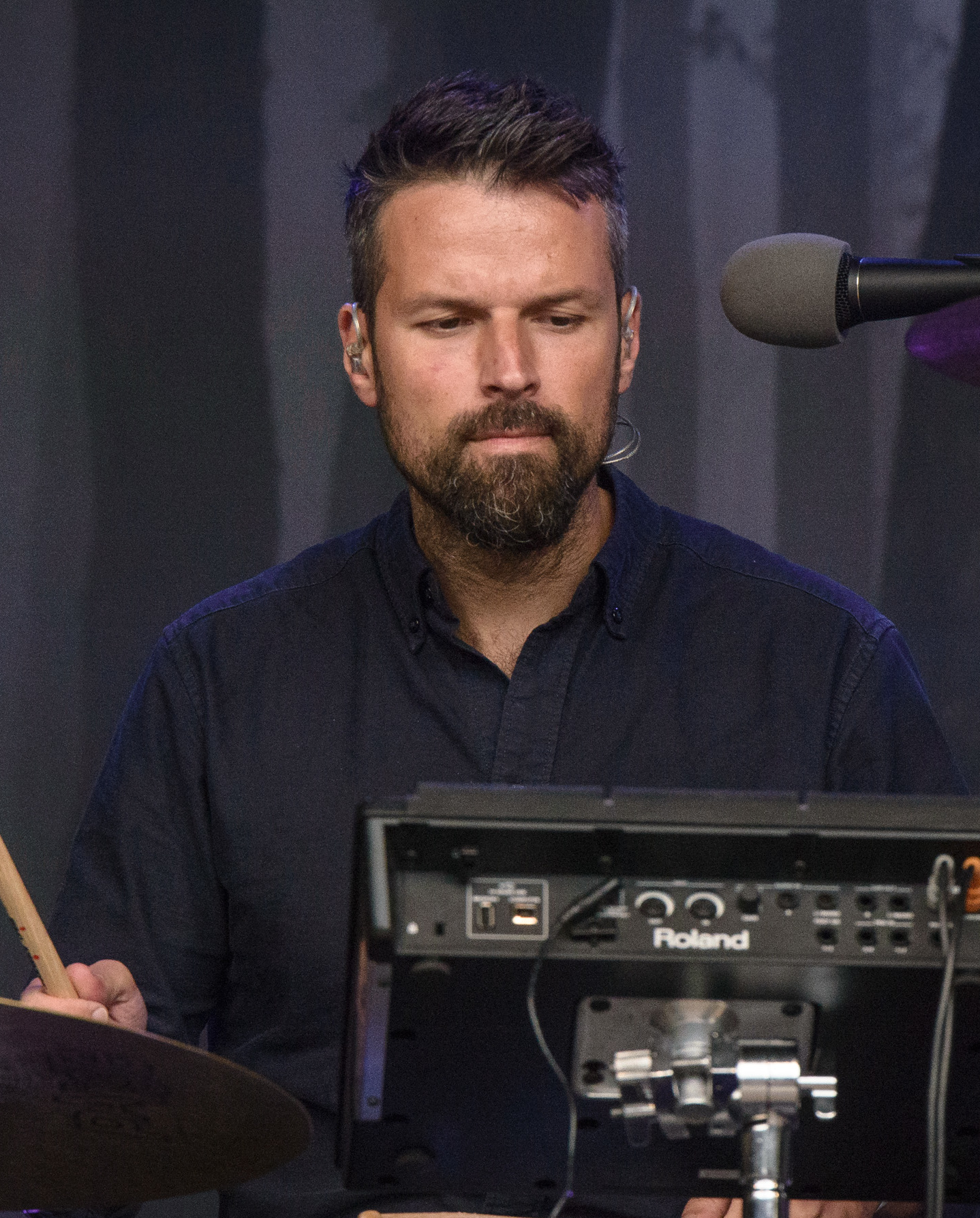
圖中為芒努斯·斯卡爾斯塔德。〈逃離〉是歐若拉與他的首次合作。他也是歐若拉出道專輯《與狼奔跑》的製作人^{（12:55）}。

歐若拉六歲時開始學習鋼琴，而她出道迷你專輯《與狼奔跑》中大部分歌曲（包括〈逃離〉）皆於年輕時寫成。據她所言，她在11—12歲時寫下〈逃離〉，並用約一個小時在自家的鋼琴創作旋律。該曲起初是歐若拉九年級時的學校作業，而她於寫作時雪藏了她的音樂。
歐若拉於高中畢業典禮現場表演，而她演唱的歌曲〈Puppet〉被錄製並上傳至網路，隨後挪威MADE藝人經紀公司的代表看中了她。歐若拉起初對此表示拒絕，但在她母親的勸說「也許外面有人迫切需要（她的音樂）」下，接受了這一提議。歐若拉最終與挪威音樂家兼製作人芒努斯·斯卡爾斯塔德和奥德·馬丁·斯科爾內斯合作，二人負責製作她的出道專輯（12:55）。
於錄製〈逃離〉前，歐若拉向斯卡爾斯塔德播放了該曲，並與他共同創作（6:25）。斯卡爾斯塔德錄製並製作了該曲的試聽帶，並於2013年底與歌曲〈We Were Going to Do That〉一同上傳至網站by:larm。該曲的早期版本包含了鋼琴、弦樂、貝斯和鼓點（9:34—10:58）。歐若拉表示最終版本替換了這個版本的橋段，因為她在演唱這段時很吃力（9:10）。歐若拉於2014年與多間唱片公司簽署了錄製，分別為於挪威發行的Petroleum唱片、於美國發行的Glassnote唱片和於其他地區發行的迪卡唱片。〈逃離〉於2014年冬在挪威卑爾根的Lydriket錄音室重新錄製（9:58）。斯卡爾斯塔德和斯科爾內斯錄製、製作、重混了該曲，亞歷克斯·沃頓製作該曲的母帶。

## 詞曲
〈逃離〉是一首節奏緩慢的電子民謠、合成器流行、電子音樂和電子流行歌曲，且受北歐民間音樂影響。該曲曲調「既溫柔又琅琅上口」，且曲中有「水滴滴落的回聲」、「悄然出現的刺耳聲」、「風吹襲的過渡」等效果。根據樂譜網站Musicnotes，〈逃離〉的速度為每分鐘58拍，調性為a小調，而歐若拉歌聲的音域介於A3—E5。她的歌聲被比作埃米莉·尼古拉斯、等人。歐若拉提到她想要將〈逃離〉用作專輯《魔鬼摯友》開頭曲，因為她認為該曲「可以使人們對之後的內容抱有正確的心情和想法」。
該曲的歌詞主要講述逃避現實和「意識到你想再次回家」。歐若拉解釋「家」是指「父母所在之地」，這也是她於巡迴表演期間深思的問題。她於The 405的採訪提到「很奇怪，我寫這首歌時能夠想到，這首歌更適用於我現在的生活——就是關於有個柔軟的落腳點相當重要」。據歐若拉所述，歌詞「就像憑空出現」，而這些歌詞在她成長後才變得有意義。〈逃離〉對歐若拉而言是她首張專輯中少數幾首「關於她」的歌曲之一。主歌的歌詞涉及各種題材，如爬樹、繪畫、在雨中跳舞等，副歌的歌詞則變為「帶我回家／那個屬於我的家」。

## 發行與評價
〈逃離〉於2015年2月9日在歐若拉的SoundCloud帳號發行，同月16日開放數位下載和串流。該曲於同年5月4日作為專輯《與狼奔跑》的第一首歌曲。該曲於2016年3月在她的首張錄音室專輯《魔鬼摯友》重新發行。歐若拉於2021年發行了該曲的兩個翻唱版本，分別為3月5日的「吉他+原聲翻唱」版和3月11日的「鋼琴+原聲翻唱」版。原曲的編輯版〈逃離 (Lvl. 2)〉於同年5月7日發行。Glassnote唱片於2022年11月11日發行了該曲的12吋黑膠唱片版，其中包括〈逃離〉、〈逃離 (Lvl. 2)〉二曲。
〈逃離〉受到大多數音樂評論家的正面評價。《Clash》的羅賓·默里稱該曲是「優雅的回歸」，並讚揚了歌手成熟的音樂創作。《Paste》的米蘭達·費恩伯格表示該曲傳遞了柔和的力量。Gigwise的亞歷山大·波拉德於對《魔鬼摯友》的評論中提到該曲的美麗之下潛伏著陰森的感覺，並認為其歌詞令人不安。《滾石》稱該曲為「爆紅的搖籃曲」。《DIY》的肖恩·默里表示〈逃離〉處理了更成熟的主題，認為該曲講述「之前的愛情」。
《泰晤士報》的威爾·霍奇金森認為〈逃離〉是「關於迷失的感覺，其具有詩意的智慧與她19歲的年齡不相稱」，並讚賞該曲中歐若拉的語調清晰且樸素，使其達到良好效果。AllMusic的馬西·多納爾森不太看好該曲，指出該曲僅達到《魔鬼摯友》的平均水準，並非出色。該曲獲美國歌手的讚賞，她在Twitter推文道該曲「使我怦然心動」。澳洲創作歌手特洛伊·希文表示「該曲100%是我目前最喜歡的歌曲」。歐若拉因該曲於2014年獲挪威作曲家和作詞家協會（NOPA）30,000克朗的資助。
〈逃離〉於2021年2月4日收錄於迷你專輯《For the Humans Who Take Long Walks in the Forest》，以紀念該曲發行6週年。同日她上傳了一部影片，標題為〈逃離 (Tik Tok粉絲版)〉，其中擷取了他人於TikTok發布的片段。

## 商業表現
〈逃離〉發行6週後即於串流平台Spotify獲得百萬次串流量。該曲發行後的榜單成績並不亮眼，但在2021年於影片分享平台TikTok爆紅，包括在使用濾鏡後擺出各種姿勢，而背景於白天與星空之間反覆切換，歐若拉也在潮流下發布使用了該濾鏡的影片。〈逃離〉在挪威世界之路單曲榜排名第14，打破了歐若拉先前於該榜單的紀錄。該曲並未進入美國《告示牌》Hot 100榜單，但於Bubbling Under Hot 100榜單奪冠。該曲於《告示牌》的Billboard Global 200獲得第22名，於Canadian Hot 100獲得第22名，於Hot Rock Songs獲得第10名，於Rock Airplay獲得第39名，並於Hot Rock & Alternative Songs年終榜獲第29名。該曲也於澳洲、奧地利、比利時、法國、德國、荷蘭、瑞典、瑞士、英國的當地榜單榜上有名。截至2022年11月，該曲於Spotify的串流次數已達1億次。
該曲於2021年獲頒義大利音樂產業聯盟、美國唱片業協會和葡萄牙唱片業協會的金唱片認證、波蘭音像製造商協會的白金唱片認證，於2022年獲頒英國唱片業協會和國際唱片業協會丹麥分會的金唱片認證、加拿大音樂協會的白金唱片認證。

## 宣傳與翻唱
歐若拉透過現場表演宣傳〈逃離〉。2015年2月7日，她於談話節目《Lindmo》演唱該曲。11月9日，她於NPR Tiny Desk演唱該曲，12月於諾貝爾和平獎音樂會演唱該曲。2016年6月，Honda Stage於Bowery Ballroom舉辦音樂會，她演唱了連同〈逃離〉在內的多首歌曲。2022年4月1日，她於英國曼徹斯特的亞伯特音樂廳演唱該曲。2023年期間，她於2月舉辦的「The Gods We Can Touch Asia Tour」演唱了含〈逃離〉在內的多首歌曲。
福斯廣播公司於美國心理驚悚電視劇第3季使用了〈逃離〉。挪威歌手兼饒舌歌手Cezinando於2015年4月21日在電台挪威廣播公司第三套節目翻唱了〈逃離〉。該曲於2022年11月17日被列於遊戲《Sky光·遇》「歐若拉季」虛擬音樂會的節目單，而該音樂會於12月8日首演，隔年1月2日結束。

## 音樂錄影帶

### 製作
〈逃離〉的音樂錄影帶（MV）由肯尼·麥克拉肯執導，他後來也執導了《魔鬼摯友》中的三首單曲：〈征服者〉、〈Half The World Away〉、〈謀殺之歌〉。該MV於2015年初在歐若拉的家鄉卑爾根費時3天拍攝，主要拍攝了當地的風景。歐若拉於《新音樂快遞》的採訪提到，「當時非常冷……我並沒有（穿）太多衣物，而我們在雪地裡站了好幾個小時。之後我病了很久，我在拍完影片後總是會這樣，因為我堅持在寒冷的室外拍影片」。音樂錄影帶於2015年2月26日發行。當歐若拉被挪威報紙《每日雜誌報》問及此次發行時，她表示該MV實際上是用作宣傳片，使「人們應該會對我有（她）是藝術家的印象」。

### 內容與反應
於〈逃離〉的MV中，隨著影片進行，歐若拉穿著派克大衣和羊毛套頭衫出場。其中有個片段是她睡在地上，而默里認為該片段「巧妙地反襯出歐若拉音樂中柔和的脆弱性」。美國創作歌手提到該MV是她開始音樂創作的原因之一，歐若拉對此表示「〈逃離〉達成了音樂該達到的目的」。截至2023年1月，該MV於YouTube的播放次數已達5億次。

## 曲目
| - 數位下載／串流 1. 逃離 – 4:13 - 宣傳CD單曲 1. 逃離 – 4:10 - 數位下載／串流：吉他+原聲翻唱 1. 逃離（吉他+原聲翻唱） – 4:19 | - 數位下載／串流：鋼琴+原聲翻唱 1. 逃離（鋼琴+原聲翻唱） – 4:48 - 數位下載／串流：〈逃離 (Lvl. 2)〉 1. 逃離 (Lvl. 2) – 3:33 - 12吋黑膠唱片：〈逃離〉 1. 逃離 – 4:08 2. 逃離 (Lvl. 2) – 3:33 |

## 製作團隊
摘自《魔鬼摯友》CD內附說明冊。
錄製
- 挪威卑爾根Lydriket錄音室：錄製、重混
- 英國倫敦阿比路录音室：母帶

人員
- 歐若拉·阿克斯內斯：演唱、詞曲、鋼琴、合成器
- 奥德·馬丁·斯科爾內斯：合成器、錄製、製作、重混
- 芒努斯·斯卡爾斯塔德（英语：Magnus Skylstad）：詞曲、合成器、鼓點、打擊樂、錄製、製作、重混
- 亞歷克斯·沃頓（英语：Alex Wharton）：母帶

## 排行榜
| 週榜單（2021年）                         | 最高排名 |
| ---------------------------------------- | -------- |
| 澳洲（澳大利亚唱片业协会榜）             | 30       |
| 奥地利（Ö3四十强单曲榜）                 | 27       |
| 比利时佛兰德（Ultratip榜外單曲榜）       | 2        |
| 加拿大（Canadian Hot 100）               | 39       |
| 捷克（百強數位單曲榜）                   | 14       |
| 法國（法國唱片出版業公會）               | 44       |
| 德国（德國官方單曲榜）                   | 30       |
| 希臘（國際唱片業協會希臘分會）           | 19       |
| 全球（Billboard Global 200）             | 22       |
| 匈牙利（四十強單曲榜）                   | 30       |
| 匈牙利（四十強串流榜）                   | 24       |
| 印度（印度音乐产业协会二十強單曲）       | 13       |
| 愛爾蘭（愛爾蘭唱片音樂協會单曲榜）       | 21       |
| 義大利（意大利音乐产业联盟）             | 80       |
| 立陶宛（AGATA）                          | 19       |
| 荷兰（百强单曲榜）                       | 53       |
| 挪威（世界之路榜單）                     | 14       |
| 葡萄牙（葡萄牙唱片業協會单曲榜）         | 27       |
| 斯洛伐克（百強數位單曲榜）               | 19       |
| 瑞典（瑞典最熱榜）                       | 51       |
| 瑞士（瑞士热门音乐榜）                   | 21       |
| 英國（官方榜单公司單曲榜）               | 25       |
| 美国（《告示牌》Bubbling Under Hot 100） | 1        |
| 美國（《告示牌》Hot Rock Songs）         | 10       |
| 美國（《告示牌》Rock Airplay）           | 39       |

| 年榜單（2021年）                               | 排名 |
| ---------------------------------------------- | ---- |
| 葡萄牙（葡萄牙唱片業協會）                     | 171  |
| 美國（《告示牌》Hot Rock & Alternative Songs） | 29   |

## 銷量與認證
| 地區                           | 认证 | 认证单位/销量 |
| ------------------------------ | ---- | ------------- |
| 加拿大（加拿大音乐协会）       | 白金 | 80,000‡       |
| 丹麦（國際唱片業協會丹麥分會） | 金   | 45,000‡       |
| 德国（聯邦音樂產業協會）       | 金   | 200,000‡      |
| 意大利（意大利音乐产业联盟）   | 金   | 35,000‡       |
| 波兰（波蘭音像製造商協會）     | 白金 | 50,000‡       |
| 葡萄牙（葡萄牙唱片業協會）     | 金   | 10,000‡       |
| 英国（英国唱片业协会）         | 金   | 400,000‡      |
| 美国（美國唱片業協會）         | 金   | 500,000‡      |
| ‡僅含認證的+實際銷量           |      |               |

## 發行歷史
| 地區 | 日期           | 格式          | 版本          | 發行廠牌                               | 參考   |
| ---- | -------------- | ------------- | ------------- | -------------------------------------- | ------ |
| 多地 | 2015年2月16日  | 數位下載 串流 | 原版          | 迪卡 Glassnote  Petroleum | [ 34 ] |
| 多地 | 2021年3月5日   | 數位下載 串流 | 吉他+原聲翻唱 | 迪卡 Glassnote  Petroleum | [ 37 ] |
| 多地 | 2021年3月11日  | 數位下載 串流 | 鋼琴+原聲翻唱 | 迪卡 Glassnote  Petroleum | [ 38 ] |
| 多地 | 2021年5月7日   | 數位下載 串流 | Lvl. 2        | 迪卡 Glassnote  Petroleum | [ 39 ] |
| 多地 | 2022年11月11日 | 12吋黑膠唱片  | 原版/Lvl. 2   | Glassnote                              | [ 40 ] |